# Бодров, Сергей Сергеевич
Серге́й Серге́евич Бодро́в (27 декабря 1971, Москва, РСФСР, СССР — 20 сентября 2002, Кармадонское ущелье, Северная Осетия, Россия), также известный как Серге́й Бодро́в-мла́дший, — советский и российский киноактёр, кинорежиссёр, сценарист, телеведущий. Кандидат искусствоведения (1998). Лауреат Государственной премии Российской Федерации (1997) и кинопремии «Ника» (1997, 2003 — посмертно). Сын киноактёра и кинорежиссёра Сергея Бодрова-старшего.
Исполнитель главных ролей в фильмах «Кавказский пленник» (1996), «Брат» (1997), «Стрингер» (1998), «Восток-Запад» (1999), «Брат 2» (2000) и «Медвежий поцелуй» (2002); ведущий телепрограмм «Марафон-15», «Взгляд» и первого сезона проекта «Последний герой»; режиссёр и автор сценариев фильмов «Сёстры» (2001) и «Связной» (не завершён, 2002); сценарист фильма «Морфий» (вышел в 2008).
С 20 сентября 2002 года Сергей Бодров-младший официально считается пропавшим без вести вместе со съёмочной группой во время схода ледника Колка в Кармадонском ущелье Северной Осетии, где проводились съёмки фильма «Связной». Всего ледник скрыл под собой более 120 человек и две турбазы. Тело Сергея Бодрова так и не было найдено.

## Биография

### Детство
Известные высказывания Сергея Бодрова о детстве и юности:

Детство — это самое важное и самое потрясающее время в жизни человека.

То, чем становишься, происходит в первые шестнадцать лет жизни.

Родился 27 декабря 1971 года в Москве.
В детстве Сергей Бодров любил быть один и «отлично сам собой обходился».
Сергей хотел стать водителем мусоровоза и ездить на оранжевой машине.
О юных годах, повлиявших на мировоззрение, Сергей написал «Сочинение на тему: восемь событий, которые оказали на меня влияние, или как я вырос хорошим человеком».

### Семья
- Отец — Сергей Владимирович Бодров (род. 28 июня 1948), имеет русские, татарские, бурятские и якутские корни. Кинорежиссёр, номинант на премию «Оскар».
- Мать — Валентина Николаевна Бодрова, искусствовед, преподаватель на историческом факультете МГУ. С Бодровым-старшим они в разводе с 1976 года[3].
- Сестра — Асия Сергеевна (Ася) Бодрова-Беккулова[4]. Дочь Сергея Бодрова-старшего и казахстанской художницы и владелицы галереи Айжан Беккуловой.
- Бабушка по матери — Лидия Григорьевна, детский врач[5].
- Жена — Светлана Бодрова (Ситина, Михайлова), выпускница МИИГАиКа. С 2000 по 2014 год работала режиссёром в программе «Жди меня»[6], затем перешла в программу «Непутёвые заметки»[7]. В конце 2017 года сняла пилотный выпуск телепроекта «Время кино» для «Первого канала»[8]. С октября 2022 года — режиссёр проекта «Самое время» в рамках «Информационного канала» («Время покажет»)[9].
- Дочь — Ольга Сергеевна Бодрова (род. 24 июля 1998).
  - Внучка — Любовь Сергеевна Быстрова (род. 18 марта 2023).
- Сын — Александр Сергеевич Бодров (род. 27 августа 2002).

В 1997 году Сергей познакомился со своей будущей женой Светланой (на тот момент — автором телевизионных программ «Акулы пера» и «Канон» на «ТВ-6»). Всё началось на Кубе, куда Светлана, Сергей и многие другие тележурналисты отправились для освещения фестиваля молодёжи и студентов. Поженились они в 1998 году и дальнейшую жизнь никогда не делали предметом общественного внимания. Вскоре в семье Бодровых появилась дочь Оля, а буквально за месяц до пропажи Сергея у них родился сын Александр.

Я всегда, с детства, знал, как будет выглядеть моя жена. Видимо, много думал об этом. И когда её встретил, то, конечно, сразу узнал и женился. Но только о личной жизни я говорить не люблю. Скажу лишь, что семья, близкие люди — это степень свободы. А свобода — самое важное, что есть у человека.
— Сергей Бодров

### Школа
Сергей учился в школе №75 (ныне 1265) с углублённым изучением французского языка. Учителя говорят, что он был в меру подвижным и шебутным, но никогда не был злым или пакостником.
Школа возложила на Сергея обязанность знаменосца. Каждую среду класс С. Бодрова после уроков ездил на фабрику «Ударница», чтобы упаковывать сладкие продукты. В течение четырёх часов школьники расфасовывали сладости в коробки, которые потом сами перевязывали. Заработанные деньги отдавали школе, и они шли на организацию экскурсий.
В декабре 2012 года в школе была установлена мемориальная доска в память о Сергее Бодрове.

### Университет
Бодров хотел поступать во ВГИК, но отец объяснил ему, что кино — это страсть, и если её нет, то нужно либо дождаться, либо забыть о ней навсегда. Не ощутив в себе такой страсти, Сергей был вынужден оставить свой замысел.
С 1989 по 1994 год он учился на отделении истории и теории искусства исторического факультета МГУ им. М. В. Ломоносова, специализируясь на живописи венецианского Возрождения. Сергей окончил университет с красным дипломом и остался в аспирантуре, но был уверен, что не будет работать ни в музее, ни в библиотеке. В университете Сергей, по его словам, научился видеть красоту в простых вещах, в том, что его окружало. И, уже став известным актёром и телеведущим, С. Бодров в 1998 году в МГУ им. М. В. Ломоносова под научным руководством доктора искусствоведения, профессора В. Н. Гращенкова защитил диссертацию на соискание учёной степени кандидата искусствоведения по теме «Архитектура в венецианской живописи эпохи Возрождения» (Специальность 07.00.12 — История искусств). Официальные оппоненты — доктор искусствоведения, профессор М. И. Свидерская, кандидат искусствоведения, доцент Е. М. Кукина. Ведущая организация — МПГУ.
В 1991 году Сергей изучал искусство в Италии. Ему удалось устроиться спасателем на пляж в местном курортном городе и заработать на путешествие по стране. Следующие три лета Бодров приезжал сюда на эту работу и считался на курсе счастливчиком.
Когда в одном интервью Сергея спросили, пригодилось ли ему в жизни образование, он ответил так:

Конечно. Вот приезжаешь в какой-нибудь город. Что обычно об этом городе знаешь? Что там есть центральная площадь, какие-то магазины… А я знаю, что там в музее есть одна картина, у которой ты можешь целый день провести. И этот день прибавляется к твоей жизни.

## Кино

### Первые съёмки
Первыми кинематографическими опытами Бодрова-младшего стали крошечные эпизодические роли в таких фильмах отца, как «Я тебя ненавижу» (1986) и «СЭР (Свобода — это рай)» (1989). Во втором фильме Сергей появился на экране всего лишь на мгновения, сыграв малолетнего правонарушителя в серой робе и с биркой на груди, сидящего в ожидании собственной судьбы рядом с пойманным главным героем. Во время обучения в университете Сергей Бодров также сыграл эпизодическую роль посыльного швейцара, завозящего почту в отель в фильме отца «Белый король, красная королева» в 1992 году.

### «Кавказский пленник»
В 1995 году отец Сергея выезжал со своей группой в Дагестан для съёмок фильма «Кавказский пленник». Сергей просил взять его с собой, был готов выполнять любую работу, но неожиданно стал исполнителем одной из главных ролей — рядового Вани Жилина — партнёром Олега Меньшикова, который в этом фильме сыграл роль контрактника Александра Ряполова. Фильм получил приз ФИПРЕССИ на Каннском кинофестивале, гран-при на фестивале в Сочи, гран-при «Хрустальный глобус» и приз экуменического жюри на фестивале в Карловых Варах, премию «Феликс» за лучший сценарий, приз русской кинопрессы за лучший фильм года, Гран-при «Сталкер» кинофестиваля «Сталкер» в Москве, приз зрительских симпатий на фестивале в Сиднее. С. Бодров-младший получил приз за лучшую роль совместно с О. Меньшиковым на кинофестивале в Сочи, приз кинопрессы за лучшую роль совместно с Ф. Абдраимовым и приз за лучший актёрский дебют на фестивале «Балтийская жемчужина», стал, вместе с отцом, лауреатом Государственной премии Российской Федерации 1997 года в области литературы и искусства. Сам Сергей не считал себя артистом:

Я всегда и везде говорю: «Я не артист, я не артист, — я не артист». А мне: «Нет, вы артист!». А я: «Артист — это совсем другое. Это другие люди, другая конституция. Роль для меня — это не профессия. Это поступок, который совершаешь».

### Телепрограмма «Взгляд»
В октябре 1996 года Сергей стал ведущим программы «Взгляд» на телеканале «ОРТ». Здесь он проработал до августа 1999 года.
Одним из воспоминаний С. Бодрова об этом периоде была история о рыжем хулигане, попросившем у Деда Мороза духовую трубу для своего старшего брата, который сильно переживал из-за того, что потерял свою. Сергей и его коллеги по «Взгляду» брали на почте письма, написанные для Деда Мороза, которые копились в отделе для уничтожения. Во двор мальчика приехал автобус, из которого вышел оркестр и начал играть. Мальчик вышел на улицу, чтобы послушать, и тогда С. Бодров завёл с ним разговор, из которого выяснилось, что тот очень хочет помочь своему брату…
Сергей ушёл из проекта в 1999 году, по официальной версии — из-за съёмок фильма «Брат 2». Однако существует мнение, что ведущий не выдержал эмоционального накала, что заставило его уйти из программы.

Думаю, что, работая на программе <…>, он получил слишком большую дозу информации, человеческих эмоций извне. Ведь он был нормальным московским мальчиком, аспирантом, с папой-режиссёром, с мамой-искусствоведом. Жил замкнутым московским мирком, многого не знал и не видел — как устроена страна, чем она живёт. А тут обрушилось. Не то, чтобы ему это было не нужно — нет, очень нужно. Но, может быть, не в таких объёмах и не такими порциями
— А. Косульников
Сам Сергей говорил, что ушёл из передачи «с ощущением хорошей школы»:

Я познакомился со столькими людьми, услышал столько историй, прочёл столько писем — на другой работе это просто невозможно. В этом был очень правильный заряд. Помоги двум-трём людям — и передача уже существует не зря. Но этим надо заниматься ответственно.

### «Брат»

Сергей Бодров в образе Данилы Багрова, 1999

Во время кинофестиваля в Сочи в 1996 году Сергей познакомился с режиссёром Алексеем Балабановым, который привёл его на студию «СТВ». Именно на этой студии проходили съёмки фильма «Брат», премьера которого в России состоялась 12 декабря 1997 года (мировая премьера состоялась во Франции 17 мая 1997 года).
Сергей сыграл в фильме главную роль — Данилу Багрова.
Кинокритики тепло приняли картину, Данилу Багрова называли «народным героем», а сам фильм — «манифестом нашего новейшего кинематографа». Однако некоторые средства массовой информации[какие?] обвиняли фильм в расизме или в русофобии.
Сам Бодров-младший оценивал своего героя следующим образом:

Знаю, что Данилу часто упрекают в том, что он примитивен, прост и незамысловат… Ну, отчасти я с этим согласен. Но у меня на его счёт в мозгу возникает некая метафора: мне представляются люди в первобытном хаосе, которые сидят у костра в своей пещере и ничего ещё в жизни не понимают, кроме того, что им нужно питаться и размножаться. И вдруг один из них встаёт и произносит очень простые слова о том, что надо защищать своих, надо уважать женщин, надо защищать брата…

Конечно, я не могу поступать, как Данила Багров. Что-то мешает. А он это делает. И кто-то другой на той же войне это делает. Значит, мы должны хотя бы душой быть с ними, понимать, что они где-то там что-то делают за нас. Говоря о патриотизме, я имею в виду именно это — ощущение единства с людьми, с которыми живёшь в одной стране.
— «Сергей Бодров: Киллер с детским лицом»
Достоинства фильма были всё же признаны, и «Брат» получил Гран-при на Сочинском фестивале, специальный приз жюри и приз ФИПРЕССИ на международном фестивале в Турине, такие же награды в Котбусе, Гран-при в Триесте. С. Бодров получил приз за лучшую мужскую роль на кинофестивале в Сочи и в Чикаго и премию «Золотой Овен». Огромное количество зрителей полюбило фильм, для многих из них Данила Багров стал героем и идеалом. Музыкой к фильму стали композиции Nautilus Pompilius, которые любил слушать и сам Сергей.

### «Стрингер»
В период с 1998 по 1999 год Сергей Бодров сыграл две роли. Первая — роль Вадима в фильме П. Павликовски «Стрингер».

### «Восток-Запад»
Вторая роль этого периода — это роль в фильме режиссёра Режиса Варнье «Восток-Запад». Сергей сыграл Сашу, соседа несчастной пары — доктора Головина и его жены Мари — по коммунальной квартире.

### «Брат-2»
Я узнал, что у меня

Есть огромная семья —

И тропинка, и лесок,

В поле каждый колосок!

Речка, небо голубое —

Это всё моё, родное!

Это Родина моя!

Всех люблю на свете я!
11 мая 2000 года в России состоялась премьера фильма «Брат 2». Его создатели говорили о том, что идея «Брата 2» произошла от шутки. Съёмки фильма проходили в Москве, Нью-Йорке, Чикаго и Питтсбурге. С. Бодров вновь сыграл Данилу Багрова.
Как и первый фильм, «Брат 2» был с одобрением встречен кинокритикой, рецензия журнала «Афиша» гласила, что «Балабанов снимает так, как только и нужно снимать». Однако, как и в прошлый раз, некоторые издания[кто?] обвинили фильм в том, что он якобы выражает расистские идеи и оскорбляет украинскую и американскую нации. Сам Сергей Бодров на вопрос о его впечатлении об Америке отвечал следующим образом:

Нам важно было сказать не то, что все американцы — козлы, мы, наоборот, хотели сказать, что мы — не уроды. Это достаточно простая мысль, странно, что она не всем понятна. А в кино озвучивать её пришлось слишком ярким способом просто потому, что это кино. В кино всё должно быть несколько утрировано.

Снимают же американцы кино про русских, где Шварценеггер-милиционер отрывает мафиози деревянную ногу, из неё сыплются наркотики, а по улицам ходят медведи. То есть мы — полные придурки! Так почему мы не имеем права пошутить над американцами?
— «Братья» и «Сёстры» Бодрова
В 2000 году также вышел фильм «Как снимался Брат 2», компания «Руссобит-М» выпустила игру в стиле adventure «Брат 2: Обратно в Америку», студия «DANA Music» выпустила саундтрек к фильму «Брат», а компания «Real Records» выпустила компакт-диск с саундтреком ко второй части. В Москве, в спорткомплексе «Олимпийский» и в Санкт-Петербурге, в Ледовом дворце прошли концерты, на которых исполнялись песни, ставшие саундтреками к фильму «Брат 2».
В память Сергею Бодрову, о его персонаже, планируется создать памятник «Брат Данила» — проект по установке памятной скульптуры главного героя фильмов «Брат» и «Брат-2».

### «Quickie. Давай сделаем это по-быстрому»
В 2000 году Бодров-младший едет в Калифорнию, чтобы принять участие в съёмках фильма своего отца «Quickie. Давай сделаем это по-быстрому». В «Quickie» Сергей сыграл Диму — начальника охраны богатого американца русского происхождения — Олега (Владимир Машков).

### «Сёстры»
В свободное от съёмок в «Quickie» время С. Бодров написал сценарий своего первого фильма «Сёстры». Идеей фильма с ним в нескольких словах поделился отец. После этого Сергей за две недели написал сценарий, а через четыре дня уже начались съёмки. Первоначально фильм имел названия «Дочь бандита», «Танцовщица живота» и «Младший».
В основе сюжета лежит история сближения двух единоутробных сестёр — Светы (13 лет) и Дины (8 лет). Отец Дины и отчим Светы, Алик освобождён из тюрьмы и возвращается домой к любимой жене и обожаемой дочери, однако бандиты не без оснований подозревают его в краже общака. Они требуют возвратить деньги, угрожая украсть Дину. Алик прячет дочь, поручив падчерице Свете заботиться о ней. Однако из-за неосторожности Светы (она звонит бабушке), бандиты находят квартиру, где прячут Дину. За сёстрами начинается охота.
Музыкой к фильму были выбраны композиции групп «Кино» и «Агата Кристи».
Сам Сергей сыграл эпизодическую роль Данилы Багрова, которая писалась не под него, но актёра для неё не нашлось.
Премьера фильма прошла 10 мая 2001 года. На фестивале в Сочи фильм получил Гран-при «За лучший дебют», а исполнители главных ролей получили приз и диплом жюри «За лучший актёрский дуэт».

### Телепроект «Последний герой»
Осенью 2001 года Сергей Бодров стал ведущим телешоу «Последний герой». Шестнадцать человек высаживались на острове у побережья Панамы и подвергались различным испытаниям, а последний участник, оставшийся в игре (прошедший через голосования), получал главный приз — три миллиона рублей. Сергей руководил игрой и комментировал её. Своё понимание передачи он выразил следующим образом:

Думаю, что тема голода и физического существования встанет очень серьёзно перед ними. Но настоящее выживание, мне кажется, в другом. В том, насколько силён ты внутренне, насколько ты в состоянии сохранить свою человечность в нечеловеческих условиях, и это касается и меня.

### «Война»
Весной 2001 года начались съёмки фильма Алексея Балабанова «Война», повествующего о реалиях Второй чеченской войны. Бодров исполнил в фильме роль второго плана, сыграв пленённого капитана Медведева.
Несколько эпизодов были сняты в Чечне, большинство — в Чегемском ущелье Кабардино-Балкарии.
Премьера фильма состоялась 14 марта 2002 года. Фильм был удостоен приза «Золотая роза» на фестивале «Кинотавр», а Бодров получил премию «Ника» в номинации «Лучшая мужская роль второго плана».

### «Медвежий поцелуй»
Сергей Бодров сыграл медведя Мишу, защищавшего циркачку Лолу. Миша иногда превращался в человека, и, чтобы навсегда им остаться, ему нужно было не убивать никого ни при каких обстоятельствах в течение года. Выполнить это Миша не может: ему приходится убить и потерять любовь. Лола отвозит Мишу в лес и отпускает его на волю, сама превращается в медведицу и уходит в лес вслед за Мишей. Премьера фильма «Медвежий поцелуй» состоялась 28 ноября 2002 года, уже после трагической гибели Сергея Бодрова-младшего. Режиссёр фильма Сергей Бодров-старший не хотел выпускать картину в прокат, но продюсеры всё же смогли убедить его дать фильму «жизнь».

### «Связной»

Афиша последнего незаконченного фильма Бодрова «Связной», 2002

В июле 2002 года Сергей Бодров приступил к съёмкам своего второго после «Сестёр» фильма с названием «Связной». Сергей охарактеризовал будущий фильм следующим образом:

философско-мистическая притча о жизни двух друзей — этих людей я подсмотрел в жизни. Они романтики, путешественники, авантюристы. Конечно, будут и бандиты, заложники, в общем, всё, что сопровождает нас в жизни. Фильм называется «Связной», и я в нём, как кофе в пакетике: три в одном — автор сценария, режиссёр и главную роль играю.

В сентябре съёмочная группа прилетела на Кавказ. 19 сентября были сняты эпизоды в женской колонии Зеленокумска. В семь часов утра следующего дня группа приехала в Кармадонское ущелье, где должны были проходить съёмки эпизода возвращения из армии одного из главных героев.

### «Морфий»
Сергей Бодров-младший написал сценарий по мотивам цикла Михаила Булгакова «Записки юного врача» и рассказа «Морфий». Спустя 6 лет после гибели Бодрова режиссёр Алексей Балабанов в 2008 году снял по этому сценарию фильм «Морфий».

## Гибель
Ранним утром 20 сентября 2002 года съёмочная группа фильма «Связной» во главе с Сергеем Бодровым отправилась из Владикавказа в горы. Съёмки шли весь день, когда стемнело, группа, включая семерых участников конного театра «Нарты», двинулась обратно в город. В 20:08 внезапно начался сход ледника Колка, ледовый обвал за несколько минут накрыл всё Кармадонское ущелье 60-метровым слоем льда и камней. Спастись никто не успел.
По официальной версии, со скалы на горе Джимара сорвался один из висячих ледников. Масса льда упала на ледник Колка, тот сорвался с ложа и двинулся вниз по ущелью со скоростью до 180 км/ч, захватывая за собой моренный материал. Крупномасштабные спасательные работы длились несколько месяцев, группа добровольцев и родственников пропавших без вести оставалась на леднике до февраля 2004 года. После трагедии пропавшими без вести числятся более ста человек, не были обнаружены и останки Бодрова.
На следующий день после трагедии, в полдень, во Владикавказ прилетел Сергей Бодров-старший. Он тут же отправился к месту трагедии. Сорок минут молча простоял у ледника, затем попросил отвезти его в гостиницу, где жил Сергей. Там он заперся в номере сына и не выходил до следующего утра.

…С Сергеем Бодровым-старшим мы встретились во Владикавказе. Вместе поехали на место схода ледника в Кармадонское ущелье. Он до последнего дня не верил, что его сына невозможно спасти. «Пока не увижу своими глазами, что там творится, не поверю», — говорил он ребятам из съёмочной группы.
С утра стояла ясная погода. Машина режиссёра подъехала к леднику около двух часов дня. Сорок минут он просидел на траве, глядя на серые глыбы льда. Будто ждал кого-то. За это время Сергей Владимирович не проронил ни слова. Затем он так же молча подошёл к машине. «Искать здесь больше некого», — вздохнул Бодров. На следующий день он забронировал билет в Москву.
— Отрывок из статьи Ирины Бобровой (корреспондента газеты «Московский Комсомолец»)

### Реакция
Актёр Виктор Сухоруков
Последняя прижизненная встреча Виктора Сухорукова и Сергея Бодрова прошла довольно холодно, о чём Виктор позднее сильно сожалел. До этой встречи они год не виделись. И встретились летом на Московском кинофестивале, в кинотеатре «Пушкинский», на премьерном показе фильма «Кукушка». Во время общения Виктор начал обижаться на то, что Сергей пропал и не выходил с ним на связь, и на то, что не пригласил его сниматься в фильме «Связной».
После трагедии Сухоруков целый год не давал никаких интервью о Бодрове, так как чувствовал за собой вину из-за их последней встречи, но потом всё же решился пообщаться с журналистами и пусть и с опозданием, но попросить прощения.
Прощения хочу попросить таким образом. За то, что было… Люди ведь придумывают себе какие-то цифры, даты, явления, после которых иначе начинаешь себя чувствовать? Перешагнув этот год, я как будто бы приобрёл право сказать: Серёга, ты меня не забывай. Я хороший. Я тебя очень уважаю и люблю. Ты был замечательным парнем и им остаёшься. Извини, что я был с тобой мелочным, капризным, привередливым… Я хочу сказать, Серёжа, что у меня к тебе нет вопросов и претензий. Прости, что прошёл мимо.
Режиссёр Алексей Балабанов
Алексей Балабанов был не только коллегой, но и близким другом Сергея Бодрова, и очень сильно переживал из-за случившейся трагедии, так как под лавиной, кроме Бодрова, погибла команда людей из его съёмочной группы. После случившегося он сказал, что жизнь кончилась. В тот трагический день, когда группу Бодрова погребла снежная лавина, Балабанов должен был присутствовать на съёмках, но в последний момент что-то помешало ему поехать. Балабанов считал, что погиб вместе с группой Бодрова. Особенно тяжело ему было последние пять лет.

## Общественно-политическая деятельность
В августе 2000 года совместно с Олегом Меньшиковым, Станиславом Говорухиным, Александром Яковлевым и другими деятелями культуры и политики подписал открытое письмо Бориса Березовского «Россия на перепутье. Обращение к обществу» против усиления авторитаризма в России.
В апреле 2002 года совместно с Борисом Немцовым выступил на митинге Союза правых сил в поддержку реформы вооружённых сил по переходу на контрактную службу.

## Память
- Портрет Сергея Бодрова в Санкт-Петербурге по адресу площадь Александра Невского, дом 1б, лит. А. Граффити на трансформаторной подстанции ПАО «Ленэнерго» выполнено художниками арт-группы HoodGraff. Невзирая на мнение горожан, 25 августа 2020 года ГАТИ Санкт-Петербурга предписало в трёхдневный срок закрасить стену и удалить изображение[34]. В течение нескольких дней граффити было восстановлено, но портрет был срисован уже с другой фотографии.
- Портрет Сергея Бодрова на трансформаторной подстанции ПАО «Воронежэнерго» в Воронеже по адресу улица Маршала Одинцова, дом 8Т[35].
- В сентябре 2022 года стало известно об идее установки памятника Сергею Бодрову в образе Данилы Багрова в городе Реутов Московской области[36].
- Граффити Сергея Бодрова на трансформаторной подстанции также располагается в Липецке по адресу - 28 микрорайон, ул. Леонтия Кривенкова.
- В микрорайоне Гайва города Перми на здании дома культуры «Родина» есть граффити, на котором присутствует Сергей Бодров.

### В музыке
Некоторые из представленных в списке песен были написаны в память о Бодрове после его смерти, а некоторые были написаны ещё при его жизни, но исполняются музыкантами на концертах в память о нём. Обычно перед их исполнением музыкантами со сцены произносятся тёплые слова о Сергее Бодрове, а на концертном экране показывают фотографии и кадры из его фильмов.
| Вячеслав Бутусов         | «Эхолов», «Зверь»                                                       |
| Ирина Салтыкова          | «Брат»                                                                  |
| «Би-2»                   | «Волки», «Полковнику никто не пишет»                                    |
| Plastika                 | «Ледники»                                                               |
| «Смысловые галлюцинации» | «Вечно молодой», «Зверь/2»                                              |
| ST                       | «Вечно молодой» (записана совместно с группой «Смысловые галлюцинации») |
| «Агата Кристи»           | «Пуля», «Никогда»                                                       |
| VLNY                     | «Мантра»                                                                |
| Гарри Топор              | Поребрик                                                                |

Книги, посвящённые Сергею Бодрову:
| 2003 | Сергей Бодров. «Последний герой»                  | Автор: Михаил Трофименков. Издательство: «ПБЮЛ Быстров, Эксмо»                                                           |
| 2004 | «Архитектура в венецианской живописи Возрождения» | Книга написанная по научной диссертации Сергея Бодрова, была издана его матерью Валентиной Николаевной Бодровой.         |
| 2007 | Сергей Бодров «Связной»                           | Издательство: «Сеанс/Амфора». В книгу вошли сценарии, написанные Бодровым, отрывки из его интервью и воспоминания о нём. |

Телепередачи и документальные фильмы, посвящённые Сергею Бодрову:
| 2005 | «ДТВ»          | «Как уходили кумиры». Сергей Бодров-мл.                |
| 2006 | «Россия»       | «Сергей Бодров. „Кавказский пленник“»                  |
| 2006 | «ТВ Центр»     | «Сергей Бодров. „Я не буду актёром“»                   |
| 2007 | «Первый канал» | «Сергей Бодров. „Последние 24 часа“»                   |
| 2008 | «НТВ»          | «Главный герой». Сергей Бодров-мл.                     |
| 2008 | «ТВ-3»         | «Тайные знаки: „Сергей Бодров. Он просто ушёл в горы“» |
| 2010 | «НТВ»          | «Первая кровь. „Последний герой: Сергей Бодров“»       |
| 2010 | «Время»        | «Человек в кадре. Сергей Бодров»                       |
| 2011 | «Первый канал» | «Сергей Бодров. „Где ты, брат?“»                       |
| 2012 | «Первый канал» | «Кармадон. 10 лет спустя»                              |
| 2012 | «НТВ»          | «И снова здравствуйте!». Сергей Бодров                 |
| 2013 | «ТВ Центр»     | Сергей Бодров. «Постскриптум» с Алексеем Пушковым      |
| 2013 | «Пятый канал»  | «Правда жизни». Смерть по сценарию                     |
| 2015 | «РЕН ТВ»       | «Вечно молодой». Две жизни Сергея Бодрова              |
| 2016 | «Первый канал» | «Маршрут построен». Чикаго                             |
| 2016 | «Первый канал» | Концерт «Брат 2. 15 лет спустя»                        |
| 2016 | «Звезда»       | «Сергей Бодров. „Последний день“»                      |
| 2016 | «Первый канал» | «Сергей Бодров. „В чём сила, брат?“»                   |
| 2017 | «ТВ Центр»     | «Прощание. Сергей Бодров»                              |
| 2017 | «вДудь»        | «Сергей Бодров — главный русский супергерой»           |
| 2020 | «Мир»          | «Сергей Бодров: жизнь как подвиг»                      |
| 2021 | «ТВ-3»         | «Нас других не будет»                                  |

## Призы и награды
| Год  | Награда                                                                         | Фильм                |
| ---- | ------------------------------------------------------------------------------- | -------------------- |
| 1996 | Приз за лучший дебют МКФ «Балтийская жемчужина» в Риге-Юрмале                   | «Кавказский пленник» |
| 1996 | Приз за лучшую мужскую роль ОРКФ «Кинотавр» в Сочи                              | «Кавказский пленник» |
| 1996 | Приз кинопрессы лучшему актёру года                                             | «Кавказский пленник» |
| 1997 | Премия «Ника» за лучшую мужскую роль                                            | «Кавказский пленник» |
| 1997 | Государственная премия Российской Федерации                                     | «Кавказский пленник» |
| 1997 | Приз за лучшую мужскую роль ОРКФ «Кинотавр» в Сочи                              | «Брат»               |
| 1997 | Премия «Золотой Овен» лучшему актёру года                                       | «Брат»               |
| 1997 | Приз за лучшую мужскую роль МКФ в Чикаго                                        | «Брат»               |
| 2001 | Гран-при за лучший дебют ОРКФ «Кинотавр» в Сочи                                 | «Сёстры»             |
| 2001 | Премия Jesolo Biennale в программе Cinema d"Autore МКФ в Венеции                | «Сёстры»             |
| 2001 | Премия «Золотой Овен» за лучший дебютный фильм                                  | «Сёстры»             |
| 2002 | Премия журнала «ВидеоМагазин» по номинации «Отечественный фильм года»           | «Сёстры»             |
| 2002 | Специальный приз «За свободу творческого самовыражения» на МКФ в Карловых Варах | «Сёстры»             |
| 2003 | Премия «Ника» за лучшую мужскую роль второго плана                              | «Война»              |
| 2006 | Кинонаграда «MTV Россия» — номинация «Признание поколения» (посмертно)          |                      |

## Фильмография

### Художественные фильмы
| Год  | Фильм                          | Участвовал в качестве | Участвовал в качестве | Участвовал в качестве | Участвовал в качестве            |
| Год  | Фильм                          | Режиссёр              | Сценарист             | Актёр                 | Роль                             |
| ---- | ------------------------------ | --------------------- | --------------------- | --------------------- | -------------------------------- |
| 1986 | Я тебя ненавижу (телефильм)    |                       |                       | зелёная ✓             | мальчик в конно-спортивном клубе |
| 1989 | СЭР                            |                       |                       | зелёная ✓             | заключённый в колонии            |
| 1992 | Белый король, красная королева |                       |                       | зелёная ✓             | почтальон                        |
| 1996 | Кавказский пленник             |                       |                       | зелёная ✓             | рядовой Иван Жилин               |
| 1997 | Брат                           |                       |                       | зелёная ✓             | Данила Багров                    |
| 1998 | Стрингер                       |                       |                       | зелёная ✓             | Вадик                            |
| 1999 | Восток-Запад                   |                       |                       | зелёная ✓             | Саша Васильев                    |
| 2000 | Брат 2                         |                       |                       | зелёная ✓             | Данила Багров                    |
| 2001 | Давай сделаем это по-быстрому  |                       |                       | зелёная ✓             | Дима                             |
| 2001 | Сёстры                         | зелёная ✓             | зелёная ✓             | зелёная ✓             | Данила Багров                    |
| 2002 | Война                          |                       |                       | зелёная ✓             | капитан Медведев                 |
| 2002 | Медвежий поцелуй               |                       |                       | зелёная ✓             | Миша                             |
| 2002 | Связной (не завершён)          | зелёная ✓             | зелёная ✓             | зелёная ✓             | мусорщик Алексей Семёнов         |
| 2008 | Морфий                         |                       | зелёная ✓             |                       |                                  |

### Музыкальные клипы
| Год  | Группа             | Песня                     | Роль          | Примечания     |
| ---- | ------------------ | ------------------------- | ------------- | -------------- |
| 1997 | Nautilus Pompilius | Во время дождя            | Данила Багров |                |
| 2000 | «Би-2»             | Полковнику никто не пишет | Данила Багров |                |
| 2001 | «Агата Кристи»     | Пуля                      | Данила Багров | Также режиссёр |

### Телепередачи и телеконцерты
| Год       | Программа                                                    | Участие            |
| --------- | ------------------------------------------------------------ | ------------------ |
| 1992      | «Марафон-15. Старт»                                          | ведущий            |
| 1993      | «Намедни»                                                    | автор ряда сюжетов |
| 1996—1999 | «Взгляд»                                                     | ведущий            |
| 2000      | «Как снимался Брат 2»                                        | ведущий            |
| 2000      | «Брат 2». Живьём в Олимпийском (концерт)                     | ведущий            |
| 2000      | 5-й юбилейный фестиваль «КВН» «Снежные буераки» в Челябинске | член жюри          |
| 2001      | «Последний герой», сезон 1                                   | ведущий            |

## Научные труды
- Bodrov S. S. Lo spazio cittadino nella pittura veneziana del XV—XVI secc- Annali della Fac. F. M. N. dell’anno 1995, p. 16—39. Universita degli di Roma «La Sapienza».
- Бодров С. С. Изображение архитектуры в венецианской живописи эпохи Возрождения // ИНИОН, № 53220 от 21.01.1998. — 33 с.
- Бодров С. С. Архитектура в венецианской живописи Возрождения: автореферат дис. канд. искусствоведения. / 07.00.2012. — М.: МГУ, 1998. — 19 с.
- Бодров С. С. Архитектура в венецианской живописи Возрождения. — СПб.: Подписные издания : Открытая б-ка, 2018. — 220, [1] с. — ISBN 978-5-9500970-1-0.